# 133ª Divisione corazzata “Littorio”
Die 133ª Divisione corazzata “Littorio” (deutsch 133. Panzerdivision „Littorio“) war ein militärischer Großverband der Königlichen italienischen Armee. Sie wurde 1939 aufgestellt und nahm 1940 an der  italienischen Invasion Frankreichs sowie 1941 am Balkanfeldzug teil. Anfang 1942 wurde sie nach Nordafrika verlegt. Dort blieb die Division bis zu ihrer Vernichtung während der Zweiten Schlacht von El Alamein im November 1942.

## Geschichte

### Aufstellung
Die Division wurde am 6. November 1939 in Parma aufgestellt. Sie entstand aus der Umwandlung der im Spanischen Bürgerkrieg eingesetzten 4. Infanterie-Division „Littorio“ des Corpo Truppe Volontarie, die teilweise motorisiert war. 

### Frankreich
Nach der italienischen Kriegserklärung an Frankreich und Großbritannien stand sie als Armeereserve in Norditalien.

#### Schlacht in den Westalpen
Im Zuge der Schlacht in den Westalpen wurde sie mit ihren 150–250 Tanketten L3/33 an den Kleinen Sankt Bernhard Pass verlegt, den sie allerdings erst kurz vor der Unterzeichnung des Waffenstillstandes erreichte, so dass sie in keine Kampfhandlungen mehr verwickelt war. Anschließend kehrte die Division in ihr Hauptquartier nach Parma zurück.

### Balkan
Anschließend wurde sie 1941 zur italienischen 2. Armee verlegt und eroberte gegen geringen Widerstand Teile Kroatiens und Sloweniens.

### Nordafrika
Die „Littorio“ war niemals für Operationen in der Wüste vorgesehen oder ausgebildet, doch die bewegliche Kampfführung, die im Afrikafeldzug vorherrschte, zwang das italienische Oberkommando im Laufe des Krieges dazu, alle drei Panzerdivisionen nach Nordafrika zu verlegen. 

#### Verlegung nach Libyen
Ihre ersten Einheiten erreichten Anfang Januar 1942 den Hafen von Tripolis. Bis März 1942 war ihre Verlegung abgeschlossen und die Division bildete anschließend mit der 132. Panzerdivision „Ariete“ und der 101. Motorisierten Division „Trieste“ das italienische XX. motorisierte Corps innerhalb der Panzerarmee Afrika. Ihre Panzer setzten sich nun aus 105 M13/40 Panzern und 45 Autoblindo AB41 Spähpanzer zusammen.

#### Unternehmen Theseus
Sie nahm am Unternehmen Theseus teil.

#### Tobruk 1942
Der Verband war den Angriffsoperationen zur Einnahme von Tobruk beteiligt. 

#### Erste Schlacht von El Alamein
Durch alliierte Luftangriffe hatte sie beim Vormarsch auf El Alamein bereits schwere Verluste zu verzeichnen und einen Großteil ihrer Panzer verloren. Daher wurde sie als einzige gepanzerte Division bei der Ersten Schlacht von El Alamein zum Flankenschutz eingesetzt, während die Angriffsstreitkräfte sich aus der 21. Panzer-Division, 15. Panzer-Division, 90. leichten Afrika-Division und der 132. Panzerdivision „Ariete“ zusammensetzten.

#### Schlacht von Alam Halfa
Während der Schlacht von Alam Halfa war die Division wieder dem Angriffsverband zugeteilt und musste sich schließlich wie die anderen Divisionen zurückziehen. 

#### Zweite Schlacht von El Alamein
Das Ende der Division kam schließlich während der Zweiten Schlacht von El Alamein.
Zu Beginn der Schlacht verfügte die 133. Panzerdivision Littorio„“ über 116 Panzer M13/40 bzw. M14/41, zwölf 7,5-cm-Feldkanonen 75/27 Mod. 1911, 18 Semovente 75/18, zwei 8,8-cm-Flak 37, zehn 8,8 cm Flak 18, acht 10-cm-Feldhaubitzen Mod. 14 auf Lastkraftwagen sowie zehn 2-cm-Flak 30. Die Division bildete zusammen mit der deutschen 15. Panzer-Division im Norden der Schlacht die bewegliche Reserve. Da hier zu Beginn der Hauptangriff der alliierten Streitkräfte stattfand, erlitt sie bereits zu Beginn schwere Verluste. Die britischen Streitkräfte hatten es geschafft, große Teile der 164. leichten Afrika-Division sowie der 102. Motorisierten Division „Trento“ zu vernichten, was Gegenangriffe der mechanisierten Reserve erzwang. Diese Kämpfe dauerten vom 25. Oktober bis zum 4. November 1942.

#### Vernichtung der Division
Anschließend wurde das italienische XX. Korps durch die britische 1. Panzerdivision und die britische 10. Panzerdivision vernichtet. Die damalige gelenkte Propaganda erklärte, dass die Engländer enorme Verluste erlitten und die Italiener bis zum letzten Mann gekämpft hätten.
Harry Zinder vom Time Magazine schrieb, dass die Italiener besser als erwartet gekämpft und der Untergang der drei mechanisierten italienischen Divisionen den Resten der Panzerarmee ein Entkommen nach Westen ermöglicht hätten.

## Kommandeure
- Generale di Divisione Gervasio Bitossi (1939 – Juli 1942)
- Generale di Brigata Emilio Becuzzi (Juli 1942)
- Generale di Divisione Carlo Ceriana Mayneri (August – Oktober 1942)
- Generale di Divisione Gervasio Bitossi (Oktober – November 1942)

Quelle

## Unterstellung und Gliederung

### Unterstellung
- Juni 1940 – März 1941
  - Panzerkorps, 6. Armee
- April – Dezember 1941
  - Motorisiertes Korps, 4. Armee, ab Mai 1941 2. Armee
- Januar – August 1942
  - Oberkommando Streitkräfte Italienisch-Nordafrika
- September – November 1942
  - XX. Armeekorps, Panzerarmee Afrika

Quelle

### Gliederung
- April 1941
  - 33. Panzer-Regiment auf Panzer L3/33
  - 12. Bersaglieri-Regiment
  - 133. Artillerie-Regiment (motorisiert)
    - 133. Panzerabwehr-Kompanie mit PaK 47/32 Mod. 1935
    - 134. Panzerabwehr-Kompanie mit PaK 47/32 Mod. 1935
    - 133. Genie-Kompanie
      - 133. Sanitäts-Abteilung
      - 133. Nachschub-Abteilung
      - 133. Transport-Abteilung
- September 1941
  - 133. Panzer-Regiment auf Panzer M13/40 und M14/41
  - 12. Bersaglieri-Regiment
  - 133. Artillerie-Regiment (motorisiert) mit Feldkanone 75/27 Mod. 1911, 105/28 und FlaK 90/53
    - III. Panzerabwehr-Bataillon
    - XXXIII. Genie-Bataillon
      - 133. Sanitäts-Abteilung
      - 133. Nachschub-Abteilung
      - 43. Transport-Abteilung
- Januar 1942
  - 133. Panzer-Regiment auf Panzer M13/40 und M14/41
  - 12. Bersaglieri-Regiment
  - 3. schnelles Artillerie-Regiment
    - DLIV. Semovente-Gruppe auf Semovente 75/18
    - DLVI. Semovente-Gruppe auf Semovente 75/18
    - XXI. Bersaglieri-Panzerabwehr-Bataillon
    - 133. Genie-Kompanie
      - 133. Sanitäts-Abteilung
      - 133. Versorgungs-Abteilung

Quelle